# Fräsplotter

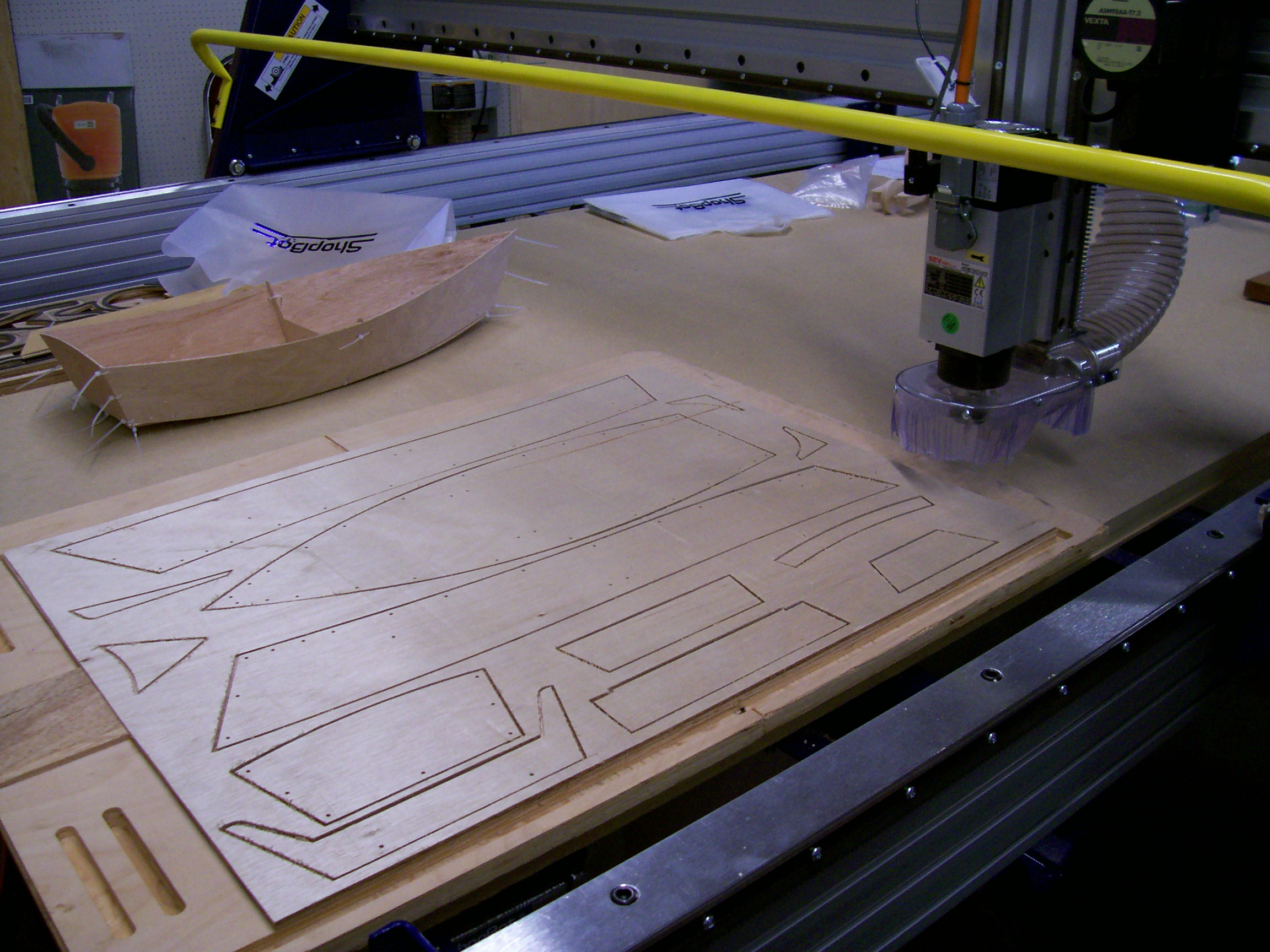
Fräsplotter fertigt Rohteile für ein Modellboot (2007)

Ein Fräsplotter ist eine CNC-Maschine zur zerspanenden Bearbeitung von plattenförmigen Materialien wie Holzplatten oder Aluminiumplatten. Ein Fräsplotter kann dickere Materialplatten verarbeiten als ein Schneideplotter.

## Geschichte
Fräsplotter entstanden in frühen 1980er Jahren mit dem Aufkommen der CAD-Konstruktion als ein Hilfswerkzeug für das Rapid Prototyping.

## Hintergrund
Plotter gehören zu den wenigen Geräten, die unmittelbar Vektorgrafiken wiedergeben, ohne sie vorher in eine Rastergrafik umzurechnen. Ihre Vorläufer waren die in der Messtechnik verwendeten X-Y-Schreiber. Seit den 1990er Jahren wurden Plotter zunehmend durch Großformatdrucker ersetzt, die auch heute noch oft als Plotter bezeichnet werden.

## Funktion
Ein Fräsplotter fertigt aus einer zunächst durchgängigen plattenförmigen Materialschicht die benötigten Konturen heraus. Durch eine geringer programmierte Eintauchtiefe kann er auch Oberflächen gravieren.
Dieser Vorteil wird beispielsweise eingesetzt um Schriften in Bedienungspanels und Frontplatten auf der gleichen Maschine herstellen zu können, die auch die Durchbrüche fräst.
Eine weitere Verwendung ist das "Isolierfräsen" von Leiterbahnprototypen, wobei die Kupferschicht des Laminates partiell mit nur geringer Eintauchtiefe dort abgefräst wird, wo die Leiterzüge voneinander isoliert werden sollen.  Mit einer steigenden Leistungsfähigkeit der Geräte in den 1990er Jahren wurde für manche Anwendungen auch die Fertigung von Musterstückzahlen mit Fräsplottern wirtschaftlich.